# Edgar Iván Solís
Edgar Iván Solís Castillón (n. 5 de marzo de 1987, Tepatitlán de Morelos, Jalisco), conocido como "Tepa"; es un futbolista mexicano que jugaba en la posición de lateral izquierdo o centrocampista. Recientemente salió del retiro para volver a jugar, actualmente se encuentra en el Tlaxcala F.C. de la Liga de Expansión MX.

## Trayectoria

### C. D. Guadalajara
El "Tepa", se integró a las fuerzas básicas de las Chivas Rayadas en el 2000, jugando en las categorías Sub-15, Sub-17 y Sub-20.
Debutó en la Primera División de México con las Chivas Rayadas del Guadalajara el 28 de agosto de 2005, enfrentando a Club Santos Laguna en el Estadio Corona, en partido correspondiente a la Jornada 6 del Apertura 2005; ingresó al terreno de juego al minuto 81 por Alberto Medina y el partido finalizó 3-0 a favor del cuadro lagunero.

### Querétaro
El "Tepa" fue cedido para el Clausura 2007 a los Gallos Blancos del Querétaro.

### C. D. Guadalajara (Segunda etapa)
De cara al Apertura 2007 retornó a las Chivas Rayadas.

### Atlante
Jugó la Temporada 2010-2011 con los Potros de Hierro del Atlante.

### Tecos
El Clausura 2012 jugó para Tecos Fútbol Club.

### Monterrey
El 6 de junio de 2012, durante el "Draft" celebrado en Cancún, se concretó su préstamo por un año a los Rayados de Monterrey.

### C. D. Guadalajara (Tercera etapa)
En el verano del 2013 regresó a las Chivas Rayadas.

### Tigres
El 17 de diciembre de 2014 se unió a los Tigres de la UANL.

### Club Sport Herediano
En el verano del 2015 se incorporó a Club Sport Herediano de la Primera División de Costa Rica.

### Celaya FC
En diciembre de 2016, Celaya anunció la incorporación del "Tepa".

### Once Deportivo
El 31 de enero de 2020, se hizo oficial su fichaje para el Clausura 2020 de la Liga de El Salvador por el Once Deportivo de Ahuachapán. En dicha escuadra logró el título de Liga Clausura 2020.

### Halcones de Querétaro
El 14 de agosto de 2021, el club Halcones hizo oficial el fichaje en sus redes sociales para jugar en la segunda Temporada de la Liga de Balompié Mexicano 2021.

## Clubes
| Club                  | País        | Año           |
| --------------------- | ----------- | ------------- |
| Club Guadalajara      | México      | 2005-2006     |
| Chivas Coras (Cárnet) | México      | Clausura 2006 |
| Tapatío (Cárnet)      | México      | Apertura 2006 |
| Querétaro FC          | México      | Clausura 2007 |
| Celaya * (Cárnet)     | México      | Clausura 2007 |
| Club Guadalajara      | México      | 2007-2010     |
| Atlante               | México      | 2010-2011     |
| Tecos                 | México      | Clausura 2012 |
| Monterrey             | México      | 2012-2013     |
| Club Guadalajara      | México      | 2013-2014     |
| Tigres de la UANL     | México      | Clausura 2015 |
| Club Sport Herediano  | Costa Rica  | Apertura 2015 |
| Celaya                | México      | Clausura 2016 |
| Real Burgos           | España      | 2017          |
| Potros UAEM           | México      | 2018          |
| Real Estelí FC        | Nicaragua   | Apertura 2019 |
| Lobos de Zacatepec    | México      | 2020          |
| Once Deportivo        | El Salvador | 2020-2021     |
| Halcones de Querétaro | México      | 2021          |
| Tlaxcala              | México      | 2025-Presente |

* En ese momento, Celaya era filial de Querétaro FC en la Primera División 'A'.

## Palmarés

### Campeonatos nacionales
| Categoría                  | Título        | Club             | País      |
| -------------------------- | ------------- | ---------------- | --------- |
| Primera División de México | Apertura 2006 | Club Guadalajara | México    |
| Liga Primera de Nicaragua  | Apertura 2019 | Real Estelí FC   | Nicaragua |

### Campeonato internacional
| Título                                   | Club      | Sede   | Año  |
| ---------------------------------------- | --------- | ------ | ---- |
| Liga de Campeones de la Concacaf 2012-13 | Monterrey | México | 2013 |

### Otro campeonato
| Título         | Club             | Sede           | Año  |
| -------------- | ---------------- | -------------- | ---- |
| InterLiga 2009 | Club Guadalajara | Estados Unidos | 2009 |